# Lymantriinae

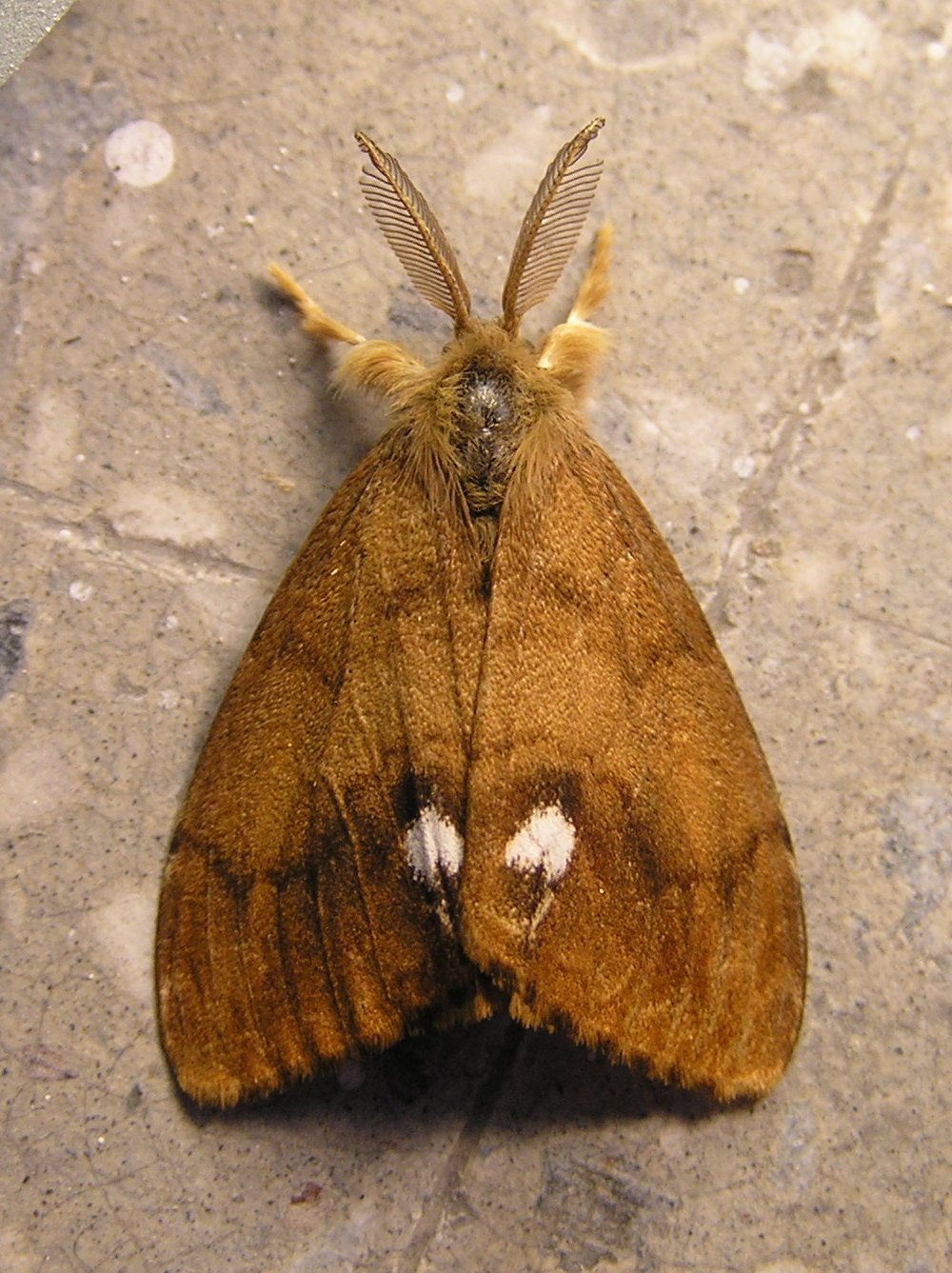
Orgyia antiqua macho, Polonia.

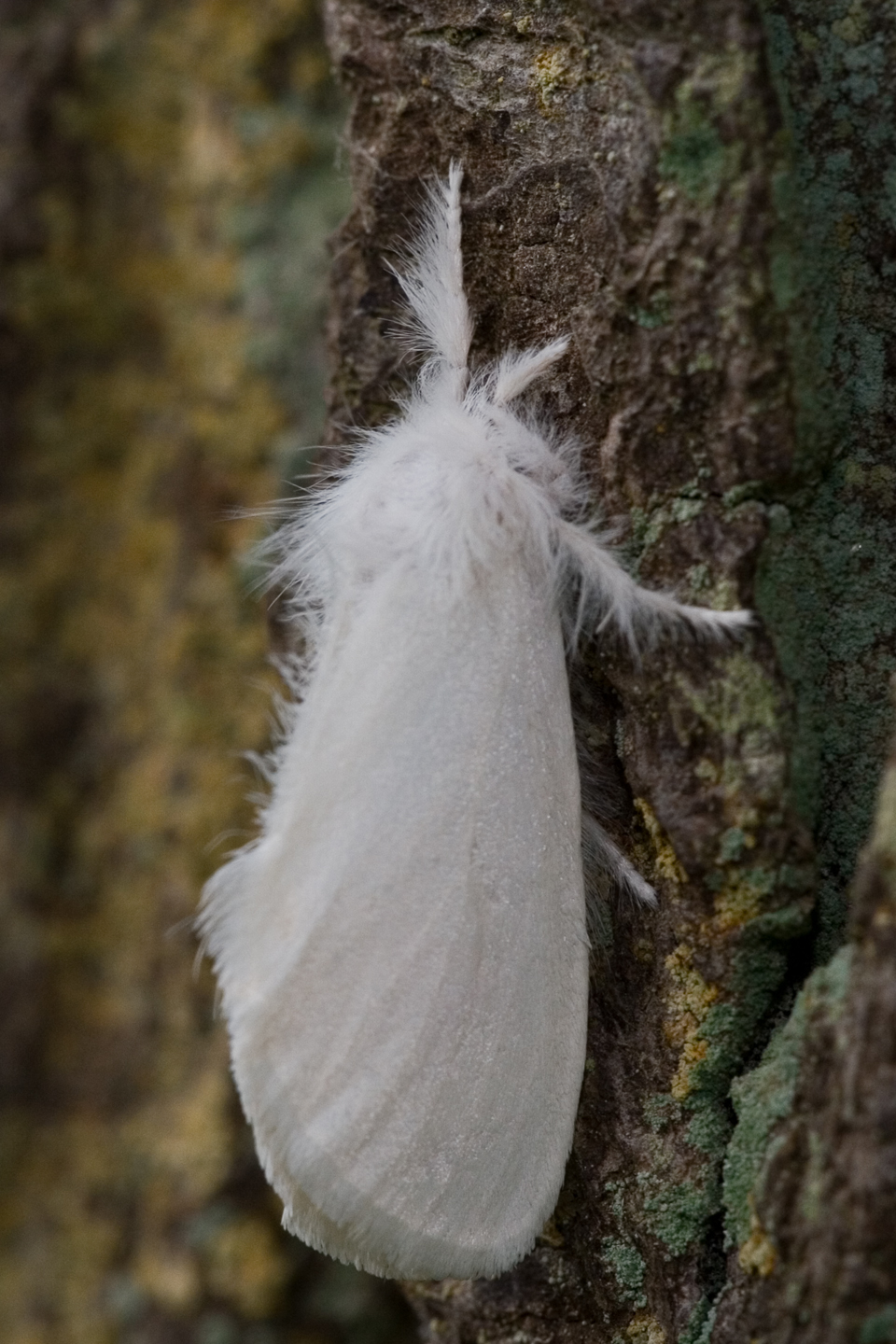
Euproctis similis

Lymantriinae es una subfamilia de lepidópteros ditrisios con cerca de 350 géneros conocidos, y más de 2500 especies en todo el mundo, excepto Antártida (Lafontaine & Schmidt 2010). Antes se los consideraba una familia (Lymantriidae). Están particularmente concentrados en el África subsahariano, India, Sudeste de Asia, Sudamérica; se estiman listadas 258 especies sólo en Madagascar (Schaefer, 1989). Aparte de islas oceánicas, los lugares notables por no albergar limantrinos incluye Nueva Zelanda, Antillas y Nueva Caledonia (Schaefer, 1989).

## Descripción
Tienen una envergadura de alas de  1.5-6.7 cm. Las polillas adultas de esta subfamilia no se alimentan. Usualmente tienen colores poco llamativos (pardos y grises), aunque los hay blancos, y con tendencia a muy abundante pilosidad. Generalmente las hembras son más grandes que los machos. Algunas hembras no pueden volar, y otras tienen alas reducidas. Usualmente las hembras tienen un gran copete al final del abdomen. Los machos, al menos, tienen órganos timpánicos (Scoble, 1995). Son mayormente nocturnos, aunque Schaefer (1989) lista 20 especies diurnas confirmadas y 20 más posiblemente diurnas (en base al tamaño reducido de ojos).
Las larvas también son peludas, con frecuencia con vellos en penachos, y en muchas especies los pelos se rompen muy fácilmente y son extremadamente irritantes a la piel (especialmente las especies del género Euproctis; Schaefer, 1989). Esta defensa tan efectiva le sirve a la polilla en todo su ciclo vital tanto que los pinchos se incorporan dentro de la crisálida, de donde los colectan y almacenan la hembra adulta emergente, en la punta de su abdomen y son usados como camuflaje y protección de los huevos. En otros, sus huevos son cubiertos por una espuma que rápidamente solidifica, o se camuflan con material que la larva colecta y pega sobre ellos (Schaefer, 1989). En larvas de varias especies, los pelos se ordenan en densos grupos en la región posterior. 
Lymantria significa Destructor", y muchas especies son importantes defoliadores de árboles forestales, incluso las Lymantria dispar, Orgyia pseudostugata, Lymantria monacha. Suelen atacar a una variedad mayor de especies que otros miembros de Lepidoptera. La mayoría se alimenta de árboles y arbustos, pero algunos han sido encontrados en hierbas, pastos y líquenes (Schaefer, 1989).

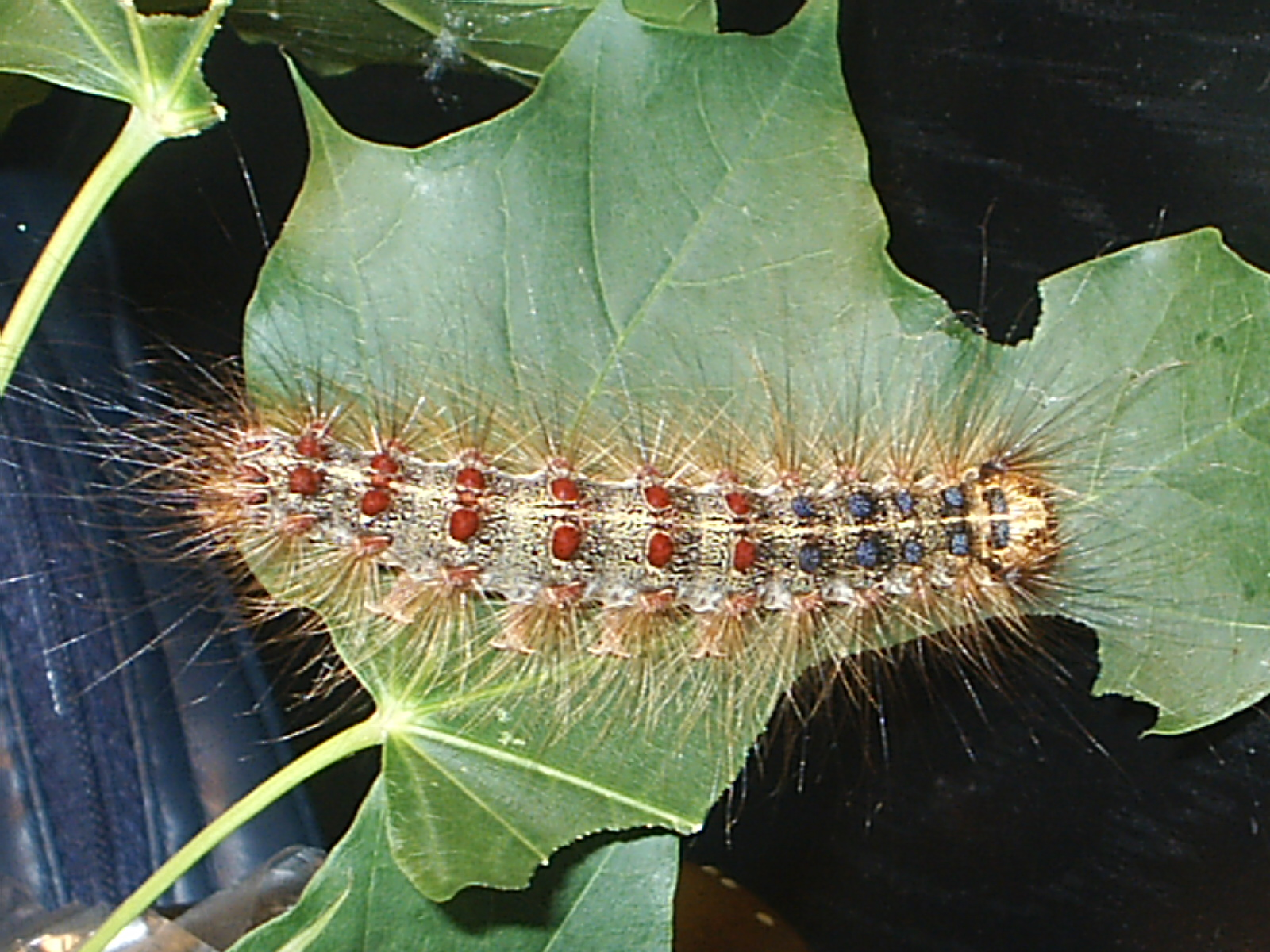
Oruga de Lymantria dispar

## Sistemática
Tiene las siguientes tribus. Hay gran diversidad y la filogenia de Lymantriinae no se conoce bien (Ferguson 1978, Holloway 2006).
Géneros incertae sedis (de ubicación dudosa) incluye:
- Birnara
- Cispia
- Locharna
- Parapellucens
- Parvaroa
- Pseudarctia
- Sitvia
- Tamsita

### Especies y géneros
- Euproctis chrysorrhoea - Mariposa lagarta cola parda
- Euproctis lutea
- Euproctis similis
- Lymantria dispar
- Lymantria monacha
- Calliteara pudibunda
- Dasychira plagiata
- Gynaephora groenlandica
- Orgyia antiqua
- Orgyia vetusta
- Orgyia leucostigma
- Orgyia pseudostugata
- Leucoma salicis
- Eloria noyesi
- Teia anartoides - Polilla de la manzana pintada
- Rahona